# Camuzio
I Camuzio o Camozio o Camizzio furono una famiglia di scultori e stuccatori originari del Canton Ticino probabilmente di Montagnola, che svolsero la propria attività a partire dalla fine del XVII secolo fino alla seconda metà del XIX secolo in un territorio comprendente il Canton Ticino, il comasco e la bergamasca.

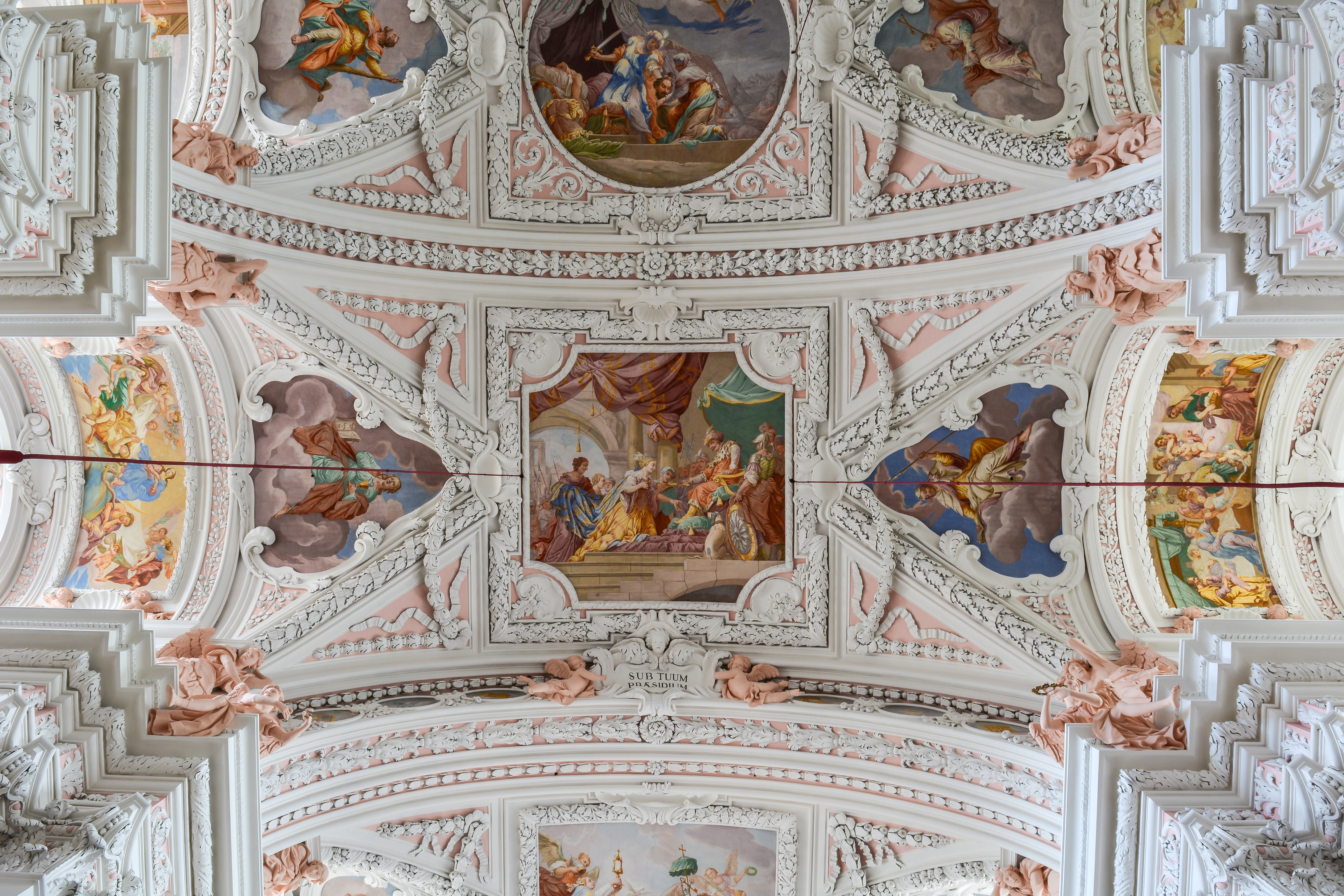
Chiesa parrocchiale di Garstern navata e soffitti stuccati

## Esponenti della famiglia

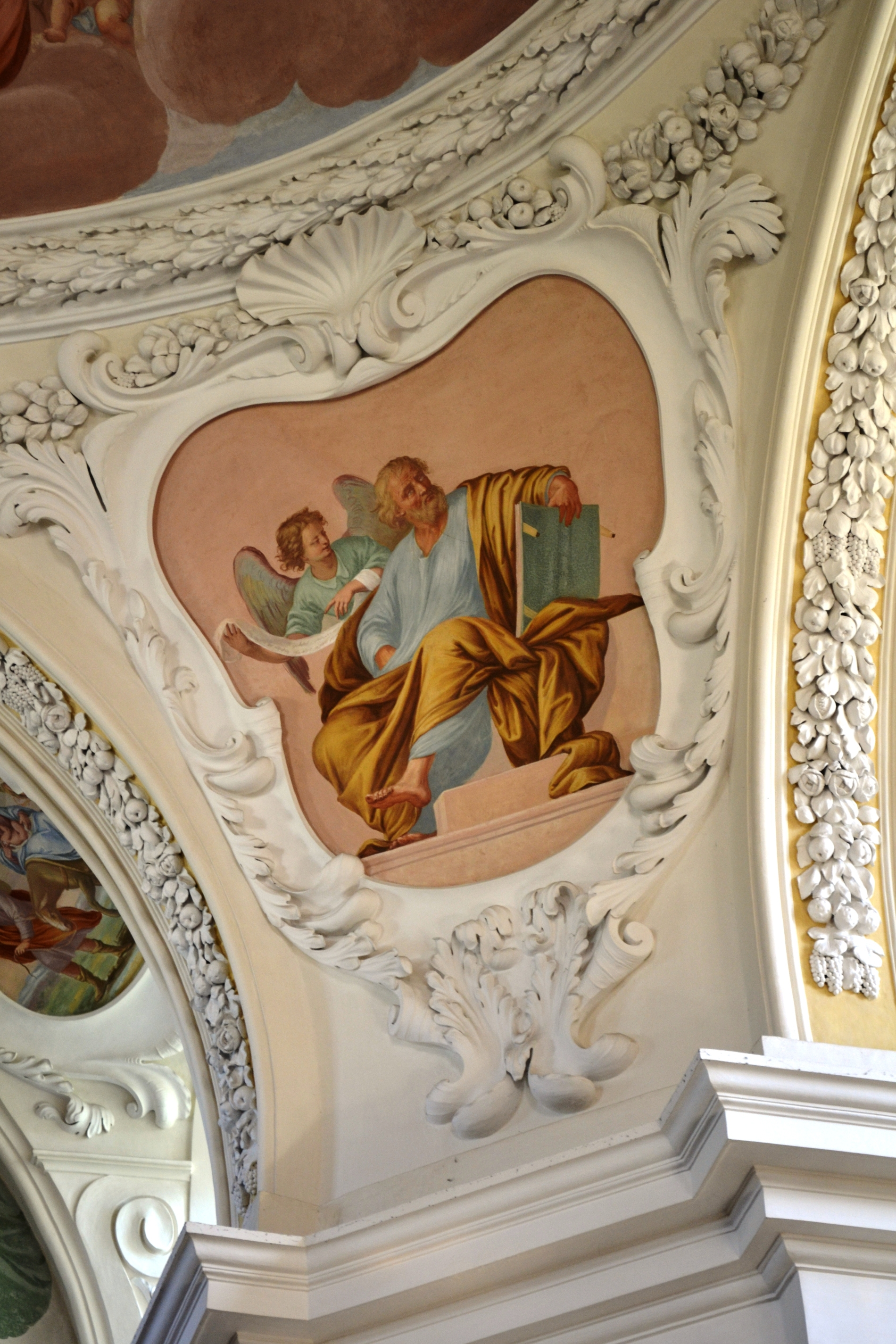
Stucchi nel Santuario di Maria Hilf a Vilshofen
opera di Giovani Pietro Camuzio

### Giovanni Pietro
Di Giovanni Pietro non si conosce la data di nascita, ma si ritiene che le sue origini fossero ticinesi forse di Lugano o di Montagnola; si trasferì giovanissimo a Passavia dove divenne stuccatore di corte ottenendone la cittadinanza.
Tra le sue opere di maggior impegno ci sono la decorazione della cappella nel castello di Katzenberg nel 1680, la chiesa a Gastern dei frati benedettini eseguiti nel 1682 con Giovanni Battista e Bartoloneo Carlone e Domenico Garon; nella residenza vescovile di Passavia lavorò agli stucchi della sala e della biblioteca, nella chiesa di Marihilf a Vilshofen nel biennio 1693 1694 all'altare, e gli stucchi nel convento degli agostiniani a Suben nel 1702.

Si ritirò a vita privata in tarda età, gestendo un'osteria fino alla sua morte nel 1718.
L'intensa collaborazione con Carloni che aveva una scuola d'arte la si coglie nella similarità delle opere.

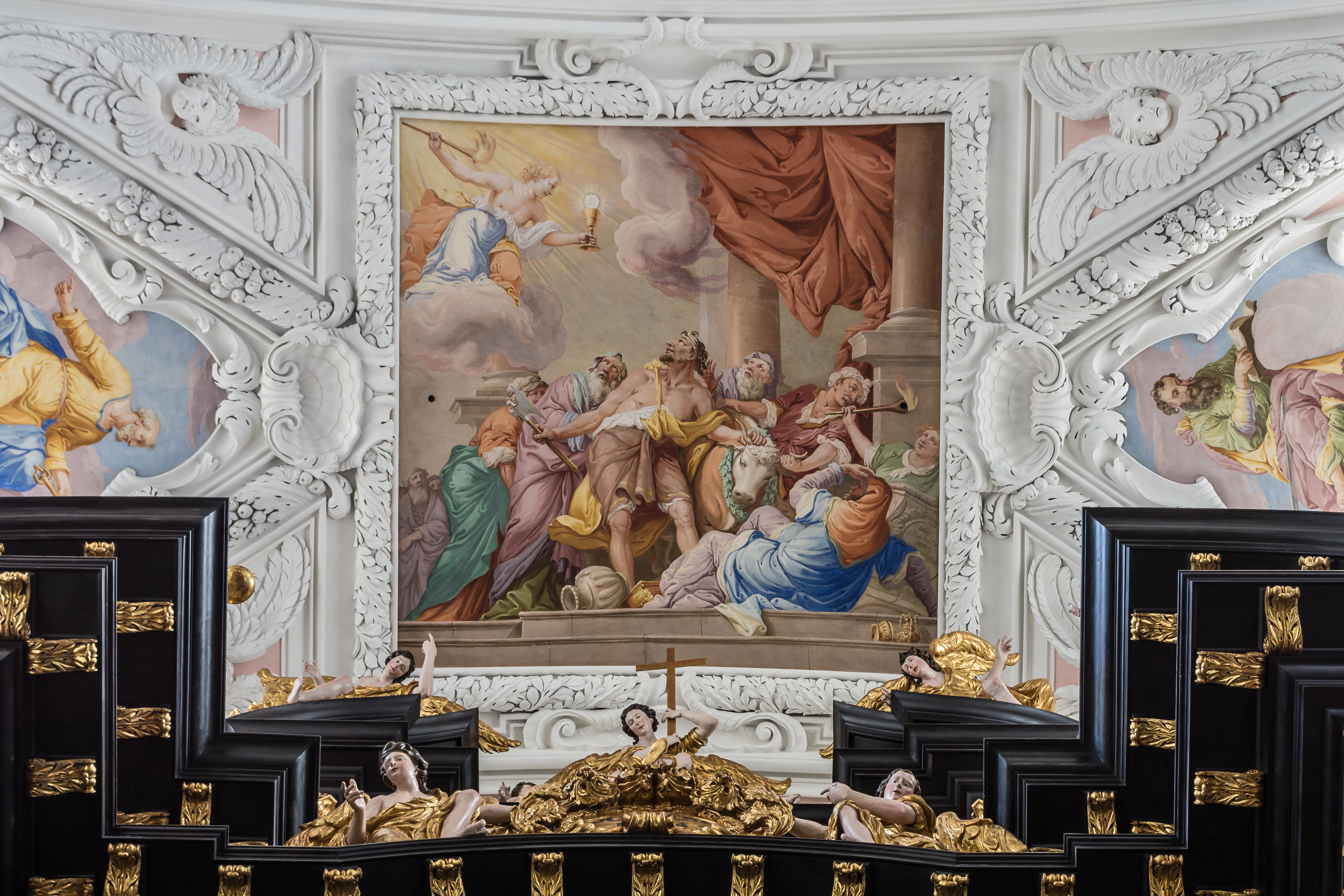
Stucchi della chiesa di Garsten

### Antonio
Figlio di Eugenio, nacque a Montagnola nel 1655, lavorò con i fratelli Francesco e Fabio, e imparò alla scuola di Antonio Casella. Fece parte di quella categoria di artisti che scese dal Canton Ticino per trovare lavoro a Bergamo nelle chiese e nei palazzi che vi erano in costruzione. Gli stuccatori a differenza degli altri artisti, non potevano avere una bottega propria, il loro lavoro di decoro richiedeva la vicinanza attiva presso i committenti.
Caratterizzano i suoi stucchi una forte presenza di cartocci e girali, forse condizionato dai lavori del Barberini.
Con i fratelli nel 1690 decorò la chiesa di Castelrotto nel 1694 la volta e il presbiterio della chiesa di S. Abbondio a Gentilino, risulta inoltre la sua collaborazione per gli stucchi della Basilica di Santa Maria Maggiore in Bergamo.
Morirà nel 1724 a Montagnola suo paese di origine.

### Muzio
Figlio di Francesco Domenico e nipote di Antonio, nacque nel 1717 a Montagnola, e nell'ambiente familiare iniziò la conoscenza del lavoro di stuccatore, forse frequentando anche la scuola di Rodolfo Furlani.
 Il suo primo lavoro del 1739 lo eseguì presso la chiesa di Muzzano, è stata infatti ritrovata la sua firma nei restauri del 1970, anche se la maggior parte dei suoi lavori vennero eseguiti nella bergamasca, forse grazie all'amicizia con il pittore Carlo Innocenzo Carloni.
Ebbe cinque figli, che risultano tutti nati nel suo paese natale.
Lavorò agli stucchi della chiesa di Tagliuno affrescata dal Carloni negli anni tra il 1743 e il 1750, nella chiesa di san Bartolomeo in Bergamo sugli affreschi di Francesco Monti nel 1742, e le volte e le arcate nella chiesa di Serina nel 1750, risultano lavori nel santuario della Madonna d'Orgero, nella chiesa di San Rocco a Lugano, gli stucchi della cappella del rosario nella parrocchia di San Martino ad Alzano Lombardo, nella chiesa di Santa Maria d'Oleno a Sforzatica. Nella villa Sola a Bolvedro sul lago di Como, lavorò nel 1764, i bellissimi stucchi della sala terrena della villa Sola, forse questo il suo lavoro più importante.
Presumibilmente i suoi lavori in Bergamo furono molto numerosi,alcuni documentati e altri di cui non si ha testimonianza certa, i suoi stucchi sono dal rilievo leggero e piatto, caratterizzato da fiori e gruppi di testine di putti, risulta lieve e non appesantito.
Non si conosce la data della sua morte, probabilmente successiva al 1775

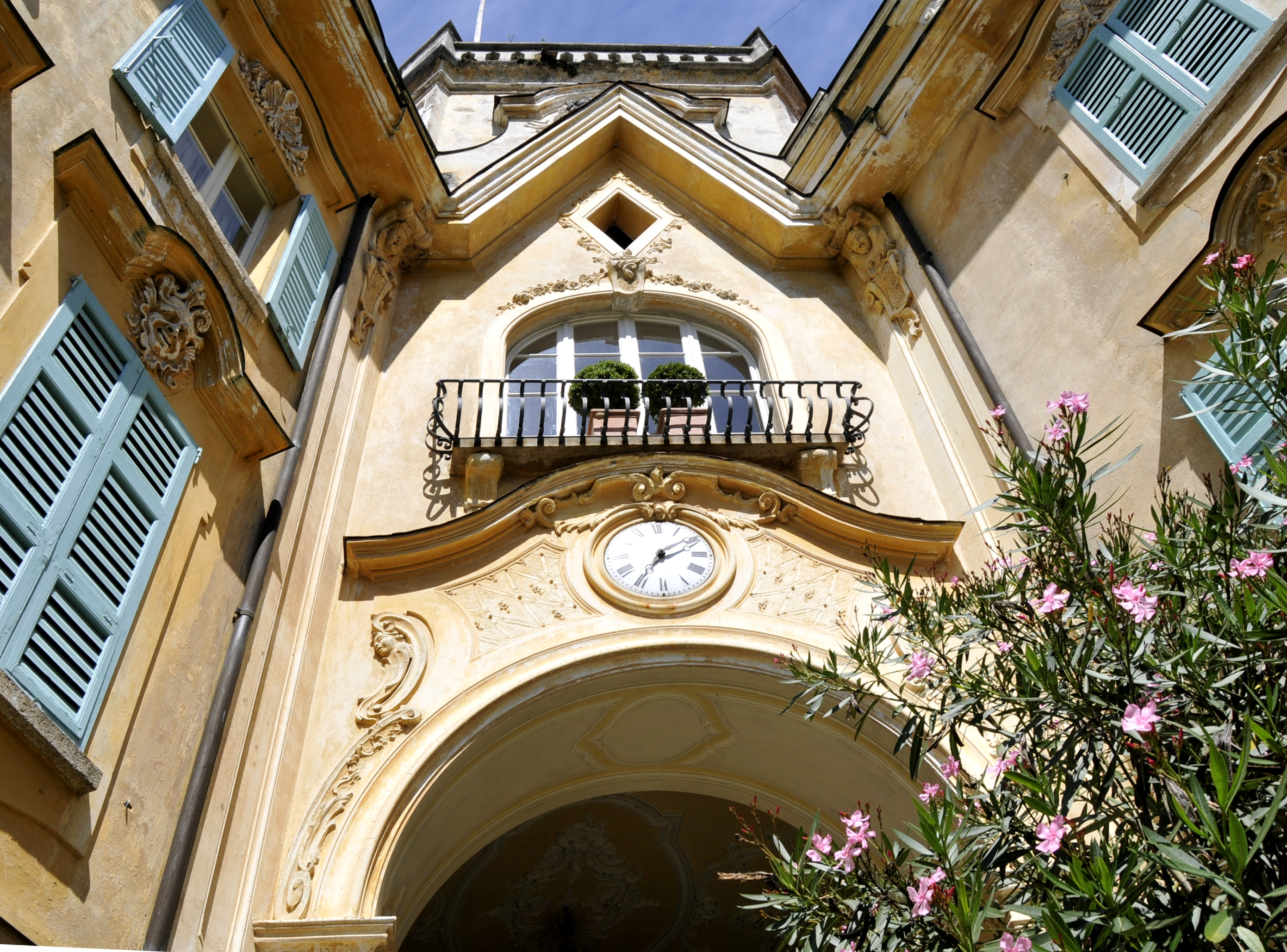
Casa Camuzio a Montagnola

### Agostino
Nacque a Bergamo nel 1808, non si conosce il grado di parentela con gli omonimi stuccatori, ma sicuramente ebbe un forte legame con Montagnola paese originario della famiglia Camuzio, dove morì nel 1869.
Agostino fu architetto, e da giovanissimo si recò in Russia per terminare gli studi a San Pietroburgo. In questa città lavorò a molti progetti tanto che gli venne conferita la cittadinanza e un titolo nobiliare. Suo il progetto del 1853 per il rifacimento della villa Laval all'Aptekarskij Ostrov, lavoro poi eseguito da Giuseppe Bruni nel 1873, il progetto per l'orfanotrofio di Gatčina, e la villa imperiale di Carskoe Selo in collaborazione con Ippolito Monighetti. Tornato in Svizzera collaborò ai progetti per la ferrovia del San Gottardo.

Progettò e costruì la casa di famiglia che divenne la residenza di Hermann Hesse dal 1919 al 1931 oggi sede del museo dedicato allo scrittore.

### Francesco
Nella famiglia sono presenti anche altri artisti, in particolare un Francesco vissuto dal 1653 che nel 1732 ha affrescato il soffitto del salone nobile del palazzo Riva di Lugano, anno della sua morte. Nato forse a Montagnola, lavorò agli stucchi del coro Parrocchiale di Gentilino nel 1694, potrebbe essere l'avo di Muzio.

Un Francesco Camuzzi che risulterebbe nato nel 1772 e morto nel 1800 è stato l'autore degli stucchi nella chiesa di Santa Maria Assunta e San Giacomo Maggiore di Romano di Lombardia.
Nella chiesa dei Santi Fermo e Rustico di Presezzo risultano documentati gli stucchi del 1740 di un Francesco e Eugenio Camuzio.
La famiglia Camuzio si divise in due rami, un ramo lavorò maggiormente nella parte bergamasca e uno nella parte piemontese; il ripetersi dei nomi alternandoli nelle diverse generazioni, e la mancanza di documentazione non rende facile la ricostruzione dei lavori eseguiti, certamente la famiglia dette un grande contributo al barocco italiano.